# هدویگ کاراکاش
هدویگ کاراکاش (مجاری: Hedvig Karakas؛ زادهٔ ۲۱ فوریهٔ ۱۹۹۰) جودوکار زن اهل مجارستان است.